# Laurent Bove
Pour les articles homonymes, voir Bove.
Laurent Bove est un philosophe français, spécialiste de Spinoza.

## Aperçu biographique
En 2008, Laurent Bove est professeur à l’université de Picardie Jules-Verne. Ses recherches portent sur les domaines suivants : le spinozisme, les moralistes français (spécialement Vauvenargues), l’éthique et la politique à l’Âge classique, Albert Camus. Il publie régulièrement des articles dans la revue Multitudes. Il est aussi membre du comité de rédaction transnational de cette revue. Il contribue, avec Yves Citton et Frédéric Lordon, au projet de recherches spinozistes (un programme de recherche spinoziste en sciences sociales lancé en 2004 à travers la collection « Caute ! », dont il est l'un des codirecteurs).

## Publications
Livres
- La Stratégie du conatus. Affirmation et résistance chez Spinoza, Paris, Vrin, 1996, 334 p.   (ISBN 2711612724),  (ISBN 9782711612727).
- Vauvenargues. Philosophie de la force active. Critique et anthropologie, Paris, Éditions Champion, 2000.
- Albert Camus. De la transfiguration, Paris, Publications de la Sorbonne, coll. « Philosophie à l'œuvre », 2014  (ISBN 2-85944-785-7).
- Vauvenargues ou le séditieux, entre Pascal et Spinoza : Une philosophie pour la seconde nature, Paris, Éditions Champion, 2015.
- Pieter Bruegel. Le tableau ou la sphère infinie. Pour une réforme théologico-politique de l’entendement, Paris, Vrin, coll. « Matière étrangère », 2019.

Contribution à des ouvrages collectifs
- Olivier Bloch (éd.), Spinoza au XVIIIe siècle, Paris, Klincksieck, coll. « Philosophie », 1990.
- avec André Comte-Sponville et Patrick Renou, Albert Camus, De l'absurde à l'amour, La renaissance du livre, 2001.
- avec Catherine Secrétan, Tristan Dagron (dir.), Qu'est-ce que les Lumières Radicales ? Libertinage, athéisme et spinozisme dans le tournant philosophique de l'âge classique, Éditions Amsterdam, coll. « Caute ! », 2007, 416 p.   (ISBN 978-2-915547-39-9).
- avec Gérard Bras et Éric Méchoulan (éd.), Pascal et Spinoza. Pensée du contraste : de la géométrie du hasard à la nécessité de la liberté, Éditions Amsterdam, 2007, 343 p.  (ISBN 978-2-35480-005-5).

Introduction
- Spinoza, Traité politique, Paris, Livre de Poche, coll. « Classiques de la philosophie », 2002.

Articles
- « La théorie du langage chez Spinoza », in L’Enseignement philosophique, no 4, mars-avril 1991 [lire en ligne].
- « Vauvenargues ou le séditieux. Connaître par sentiment et force productive du singulier », in Multitudes, no 9, mai-juin 2002.
- « Tératopolitique : récits, histoire, (en)-jeux » (avec Filippo Del Lucchese), in Multitudes, no 33, été 2008 [lire en ligne].